# 孔雀乡 (筠连县)
孔雀乡，是中华人民共和国四川省宜宾市筠连县曾经下辖的一个乡。2019年8月，撤销龙镇乡和孔雀乡，设立丰乐乡，以原龙镇乡和原孔雀乡所属行政区域为丰乐乡的行政区域。

## 行政区划
孔雀乡撤销前下辖以下地区：
中心村、集中村、凤排村、龙川村、龙泉村、帅家村、新沟村、黄泥村、鹿井村、平原村和兴坪村。